# Grotte de Lechuguilla
La grotte de Lechuguilla se trouve dans les montagnes Guadalupe, au sein du parc national de Carlsbad Caverns (Nouveau-Mexique) aux États-Unis. Fin 2019, elle développait plus de 242 kilomètres de réseau pour une dénivelée de 489 m, ce qui en fait une des plus grandes grottes du monde et une des plus profondes du continent américain.

## Historique
Connue pour l'exploitation du guano de chauve-souris, l'exploration depuis 1953 de cette cavité a été un événement dans le monde de la spéléologie. En effet, cette grotte est renommée pour le caractère spectaculaire de ses paysages souterrains : ses concrétions sont d'une beauté rare ; on lui décerne souvent le titre de « plus belle grotte du monde ».

## Description

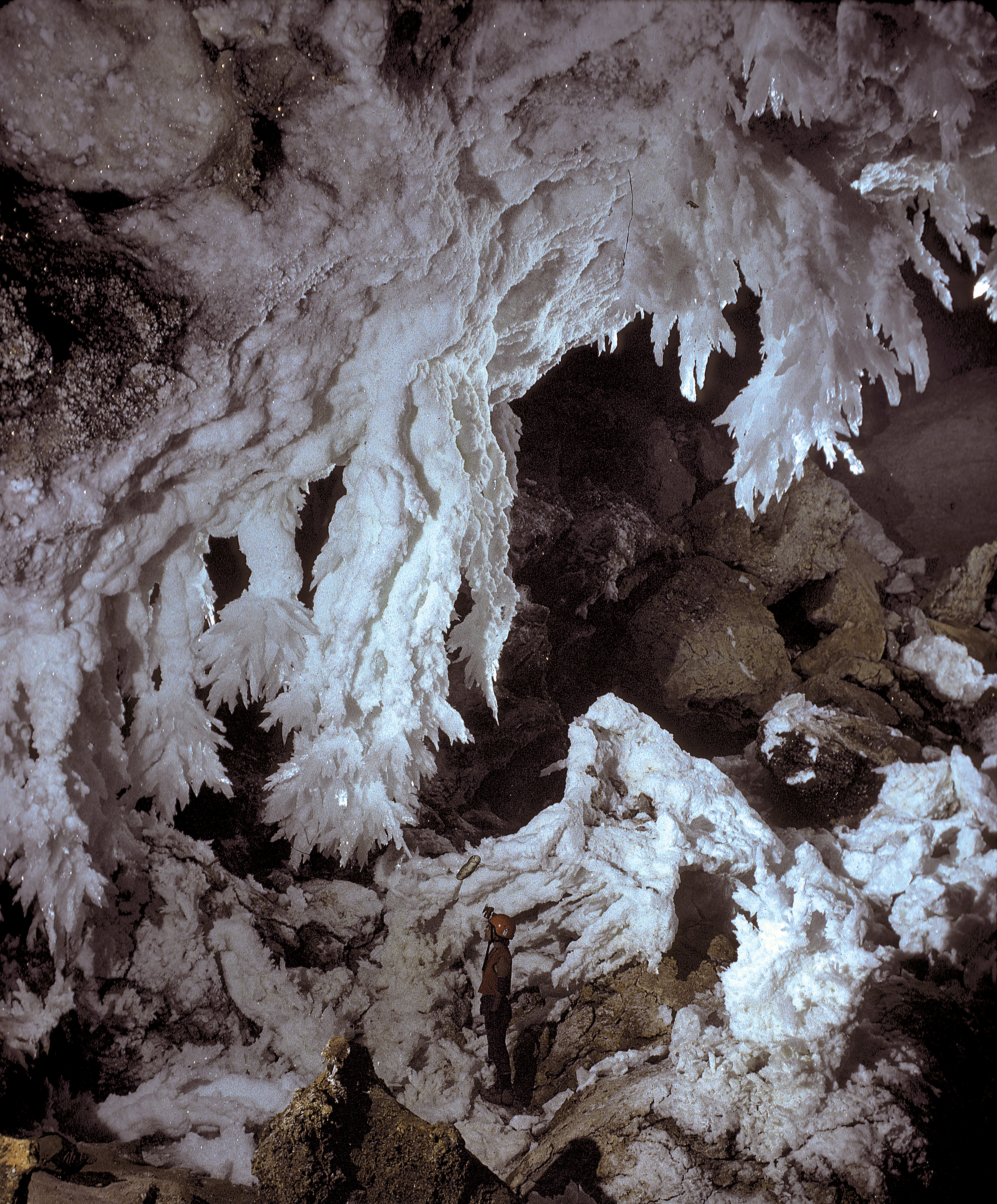
La « salle de bal du chandelier » dans la grotte de Lechuguilla.

Le gypse qui ne se trouve d'ordinaire qu'à l'état de fragments dans les cavités où il est présent, forme dans cette grotte des  colonnes de taille exceptionnelle.
Des vasques et des lacs de grande dimension parsèment, à 400 mètres de profondeur, le dédale de Lechuguilla. L'eau, colorée en vert par certaines particules gazeuses, accroît l'étrangeté d'un paysage subaquatique fait de bulbes de calcite que les spéléologues hésitent à piétiner pour découvrir de nouvelles galeries.
Son accès est réservé aux scientifiques pour y effectuer des études et assurer un suivi de l’écosystème fragile que constitue la cavité. Les rares équipes d'exploration spéléologique doivent respecter de lourdes contraintes administratives pour accéder à cette cavité. L'ouverture au public a été jugée incompatible avec la préservation de cet écosystème

## Géologie
Pour la première fois, une grotte des monts Guadalupe s’étend assez profondément pour que les scientifiques puissent étudier cinq formations géologiques distinctes de l’intérieur. La profusion de gypse et de soufre soutient la spéléogenèse par dissolution d’acide sulfurique. On croit que l’acide sulfurique provient du sulfure d’hydrogène qui a migré des gisements de pétrole voisins. Par conséquent, cette caverne s’est formée du bas vers le haut, contrairement au mécanisme normal de dissolution d’acide carbonique de haut en bas de la formation de caverne.  
La grotte de Lechuguilla se trouve sous une zone sauvage du parc. Les passages de la grotte peuvent s’étendre hors du parc jusqu’aux terres adjacentes du Bureau of Land Management (BLM). Une menace majeure pour la grotte est le projet de forage gazier et pétrolier sur les terres BLM. Toute fuite de gaz ou de fluides dans les passages de la grotte pourrait tuer la vie de la grotte ou provoquer des explosions.

## Microbiologie
Des bactéries se nourrissent des minéraux de soufre, de fer et de manganèse et peuvent aider à agrandir la grotte et à déterminer les formes des spéléothèmes inhabituels. La majorité sont des bactéries oxydantes de soufre qui utilisent principalement l’oxygène atmosphérique (dérivé de la photosynthèse induite par la lumière du soleil) comme un accepteur d’électrons. 
D’autres études indiquent que certains microbes peuvent avoir des qualités médicinales qui sont bénéfiques pour l’homme. Certaines des souches bactériennes isolées de la grotte ont été trouvées pour abriter de nouvelles voies pour la résistance aux antibiotiques. Une souche de Paenibacillus de 4 millions d’années isolée des échantillons de sol dans la grotte de Lechuguilla s’est avérée naturellement résistante à beaucoup d’antibiotiques modernes, y compris Daptomycine.

## Sources
- (en) Cet article est partiellement ou en totalité issu de l’article de Wikipédia en anglais intitulé « Lechuguilla Cave » (voir la liste des auteurs).
- (en) National Park Serevice - Carlsbad Caverns - Lechuguilla Cave